# Lenguas frisonas
El frisón (en frisón occidental: frysk, en frisón septentrional: fresk o frasch, como concesión dialectal también Friisk, y en frisón de Saterland: Fräisk) es un conjunto de tres lenguas emparentadas habladas en la provincia de Frisia en los Países Bajos (frisón occidental), en el noroeste del estado federado alemán de Schleswig-Holstein (frisón septentrional) y en un municipio del estado federado de Baja Sajonia (frisón de Saterland). Este último es el último remanente del idioma frisón oriental.
El término lenguas frisonas pretende reflejar que actualmente las variedades del frisón son lenguas diferentes con escasa inteligibilidad mutua. El término no engloba el dialecto del bajo sajón frisio, en la actualidad conocido como «frisón oriental» (Ostfriesisch) por ser de uso común en la región de Frisia oriental, que no es un dialecto de las lenguas frisonas sino del bajo alemán.
Perteneciendo a la rama occidental de las lenguas germánicas, el frisón es la forma de germánico lingüísticamente más próxima al inglés y al escocés, aunque dicha cercanía solo entraña escasa inteligibilidad mutua.

## Aspectos históricos, sociales y culturales

### Historia
Los documentos oficiales más antiguos escritos en frisón fueron probablemente escritos en el siglo XI, en la variante denominada antiguo frisón, que hacia 1500 se convierte en el frisón medio, y a partir de 1800 evoluciona al moderno frisón, que es el usado actualmente.
El frisón es una lengua relativamente parecida al idioma inglés, perteneciendo al grupo anglo-frisón, dentro de la rama occidental de las lenguas germánicas. El idioma en sí posee palabras parecidas a las inglesas, como la palabra "muchacho" (boi en frisón, y boy en inglés), "doce" (tolve en frisón, y twelve en inglés), o el pronombre de la 3.ª persona del singular "él" (hy en frisón, he en inglés).
Desde comienzos del siglo XIX parecía que la lengua se extinguiría ante el avance y expansión del idioma neerlandés y el bajo alemán, pero con el romanticismo propio de este siglo surgió un renovado interés por la vida local y se crearon sociedades para la preservación de la cultura y el idioma frisones.
No sin dificultad, los objetivos de este movimiento se fueron alcanzando, especialmente en la provincia de Frisia (Países Bajos), donde en 1937 la lengua fue aceptada como opcional en las escuelas primarias. Al año siguiente se fundó una Academia del Frisón, publicándose la primera versión en frisón de la Biblia.
En 1956 fue aprobado el uso del frisón en los tribunales, y en 1995 la lengua fue aprobada como lengua primordial en educación primaria. En Alemania el frisón goza de protección, pero no se ha llevado a cabo la labor de estandarización que se produjo en la región neerlandesa de Frisia.
A pesar de esta gradual resurrección del idioma, la lengua oficial en Frisia sigue siendo el neerlandés. Casi toda la enseñanza en las escuelas se ofrece en neerlandés, y también la mayoría de los medios de comunicación se publican o emiten en neerlandés, ocasionalmente acompañados de documentos en frisón.
Existe un entusiasta movimiento literario frisón, pero sus obras no obtienen mucha difusión. Aunque el frisón sigue siendo usado ampliamente como lengua oral cotidiana, se puede observar un notable número de préstamos del neerlandés.
La posición del frisón oriental y del septentrional en las regiones alemanas es mucho más débil, siendo usado solo como un dialecto local, comparable con los numerosos dialectos del bajo alemán del entorno.

### Uso y distribución
El frisón moderno comprende tres variedades, todas mutuamente ininteligibles:
- El frisón occidental (Frysk), hablado en el norte de la provincia neerlandesa de Frisia con unos 400 000 hablantes, de los cuales la mitad la tiene como lengua materna.
- El frisón oriental (Friisk), hablado en tres localidades de Saterland una región lingüística e islote alemán poco poblado, ubicado entre Bremen y la frontera neerlandesa, con solo unos pocos miles de parlantes.
- El frisón septentrional (Friisk, Frasch, Fresk), hablado en las islas de la costa noroeste de Schleswig-Holstein, en Alemania; por unas 10 000 personas.

La distribución actual es el resultado de un retroceso gradual de su dominio lingüístico, en el que inicialmente había ocupado una región mucho más extensa y continua, la que abarcaba toda la costa del mar del Norte desde el norte de los Países Bajos al río Wesser y algunos enclaves separados más al norte. Los manuscritos conservados más antiguos datan de finales del siglo XIII. Estos escritos están escritos en una variante denominada frisón antiguo. Los escritos a partir de mediados del siglo XVI hasta principios del XIX se ubican como propios del frisón medio y desde 1800 hasta la actualidad se denominan lenguas frisonas modernas.
La mayor parte de los hablantes frisones son bilingües en neerlandés (frisón occidental), bajo y alto alemán (frisón oriental y septentrional) e incluso algunos de ellos en el dialecto juto del danés (frisón septentrional). Todas las variedades están en declive, el frisón oriental más que el septentrional y ambos más que el frisón occidental, cuya vitalidad es más alta que en sus otras variantes. Durante las últimas dos décadas se han hecho intentos de revitalizar el frisón, que han producido poco más que un diccionario para el frisón oriental, publicaciones periódicas y protección oficial para el frisón septentrional. Para el frisón occidental estos esfuerzos han tenido mayor impacto y ahora existen publicaciones periódicas, programas de radio y televisión y protección obligada por parte de los gobiernos locales.

## Descripción lingüística

### Fonología
El frisón occidental tiene un amplio inventario vocálico, que contiene nueve vocales breves, nueve vocales largas y un cierto número de diptongos. Las vocales fonéticas junto con las ortografías continuas son:
| anterior      | anterior | anterior   | anterior | central   | central | posterior | posterior |            |
| ------------- | -------- | ---------- | -------- | --------- | ------- | --------- | --------- | ---------- |
| cerradas      | /i/ i, y | /iː/ i, ii | /y/ u, ú | /yː/ u, ú |         |           | /u/ û, oe | /uː/ û, oe |
| casi cerradas | /ɪ/ i*   |            |          |           |         |           |           |            |
| medias        |          | /eː/ e, ee | /ø/ u*   | /øː/ eu   | /ə/ e   |           | /o/ o*    | /oː/ o, oo |
| abiertas      | ɛ e*     | ɛː ê       |          |           | a *     | aː a, aa  | ɔ o, a    | ɔː â, ô    |
En la tabla anterior las grafías marcadas con asterisco dan el sonido indicado solo en sílabas cerradas. Cuando existen dos grafías la primera suele darse en sílabas ortográficamente abiertas y la segunda en sílabas ortográficamente cerradas. En el caso de /ɔ/ la grafía a aparece ante dentales mientras que en el resto de casos aparece o.

### Morfología
| Número   | Persona  | Forma de sujeto | Forma de objeto | Forma posesiva |
| -------- | -------- | --------------- | --------------- | -------------- |
| Singular | 1        | ik              | my              | myn            |
| Singular | 2        | do              | dy              | dyn            |
| Singular | 3 masc.  | hy              | hym             | syn            |
| Singular | 3 fem.   | hja/sy          | har             | har            |
| Singular | 3 neutr. | it              | it              | syn            |
| Plural   | 1        | wy              | ús              | ús             |
| Plural   | 2        | jimme           | jimme           | jimme          |
| Plural   | 3        | hja/sy          | har(en)         | har(en)        |

### Ejemplos de textos comparados
Las traducciones provistas están en frisón occidental (O); en la variedad baja o septentrional (N) y en la oriental o de Saterland (S).
| Traducción           | Frase                                                                                | AFI                                                                         |
| -------------------- | ------------------------------------------------------------------------------------ | --------------------------------------------------------------------------- |
| ¿Dónde está el baño? | O: Wêr is hjir it húske? N: Weer as heer et hüüschen? S: Wier is hier dät Skiethuus? | /ʍɛːr ɪs jɪrət hy.skə/ /wɪːr ɶs hɪːr ɶt hy. ʃɶn/ /viə ɪs hiə dɛt ʃkiːthuːs/ |
| ¿Cómo te llamas?     | O: Hoe hytsto? N: Hü håtst dü? S: Wo hatst du?                                       | // /voː hatsduː/                                                            |
| ¿Hablas inglés?      | O: Kinne jo Ingelsk? N: Koost dü Aingelsch? S: Koast du Ängelsk?                     | /kɪnə jo. ɪŋəlsk/ /koːstø ɶjɲəlʃ/ /kɔːsduː ɛŋlʃk/                           |
| No entiendo          | O: Ik begryp it net N: Ik begrip et ai S: Iek ferstounde dät nit                     | /ɪk bəgri.pət nɛt/ /ɪk bɶgrɪpɶtɶj/ /iːk fəʃtɔʊndə dɛt nɪt/                  |